# Археологічний музей (Франкфурт-на-Майні)
Археологічний музей Франкфурта-на-Майні (нім. Archäologisches Museum Frankfurt a. M.) — археологічний музей Франкфурта-на-Майні, присвячений місцевій історії Німеччини.
Музей виник як незалежний інститут з археологічного відділу Історичного музею і був заснований 22 червня 1937 року. Вперше йому дали назву «Музей місцевої доісторії та ранньої історії» (нім. Museum für heimische Vor- und Frühgeschichte“). Через п'ять років перебування в домініканському монастирі музей довелося закрити 22 червня 1942 року через Другу світову війну. Частина колекції була передана на зовнішнє зберігання, інша частина була втрачена разом з бібліотекою в 1944 р. внаслідок повітряних ударів.

## Колекція
Основу колекції музею становлять експонати з часів неоліту та кельтів, етрусків та Римської імперії.

## Галерея

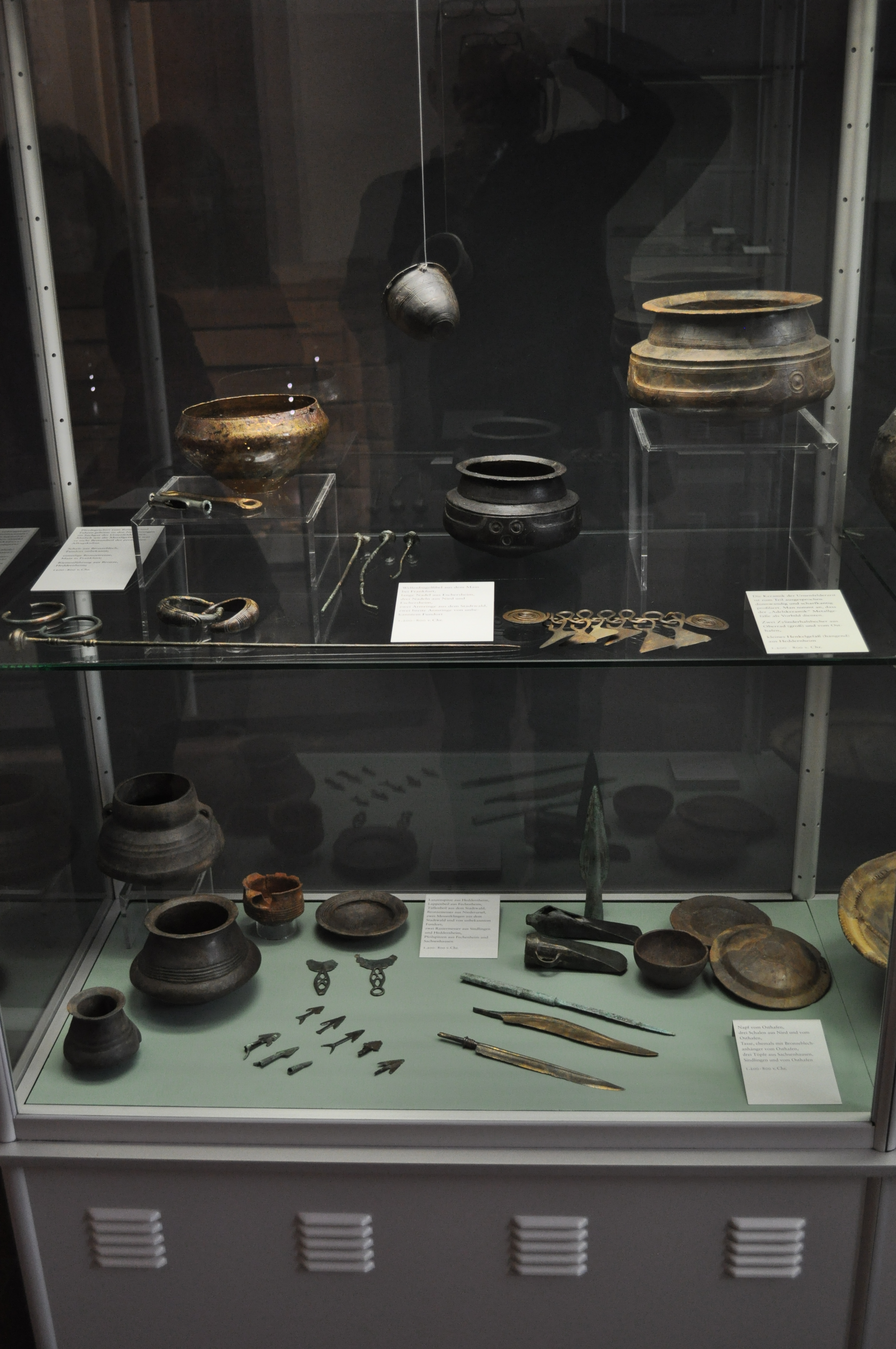
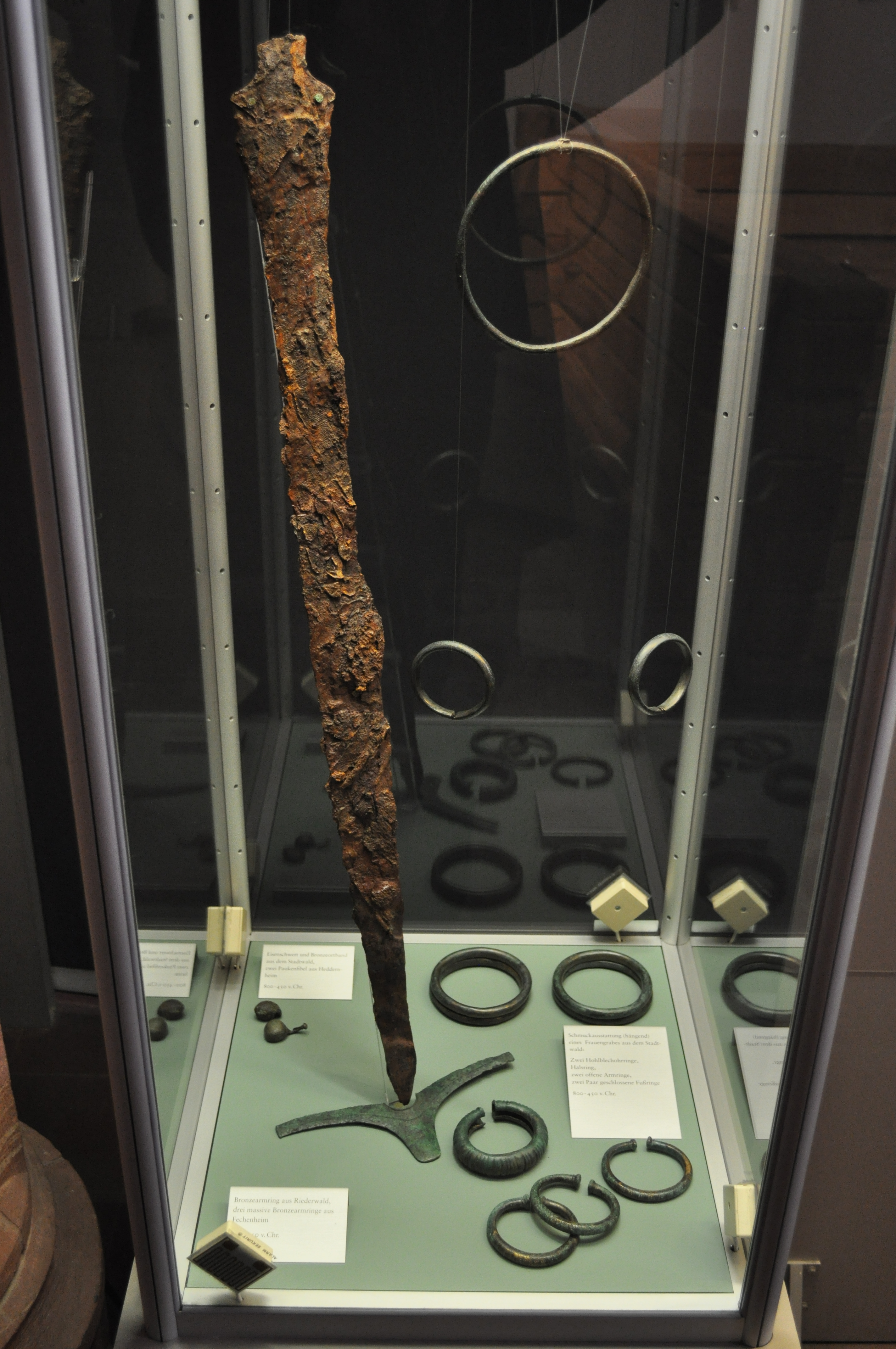
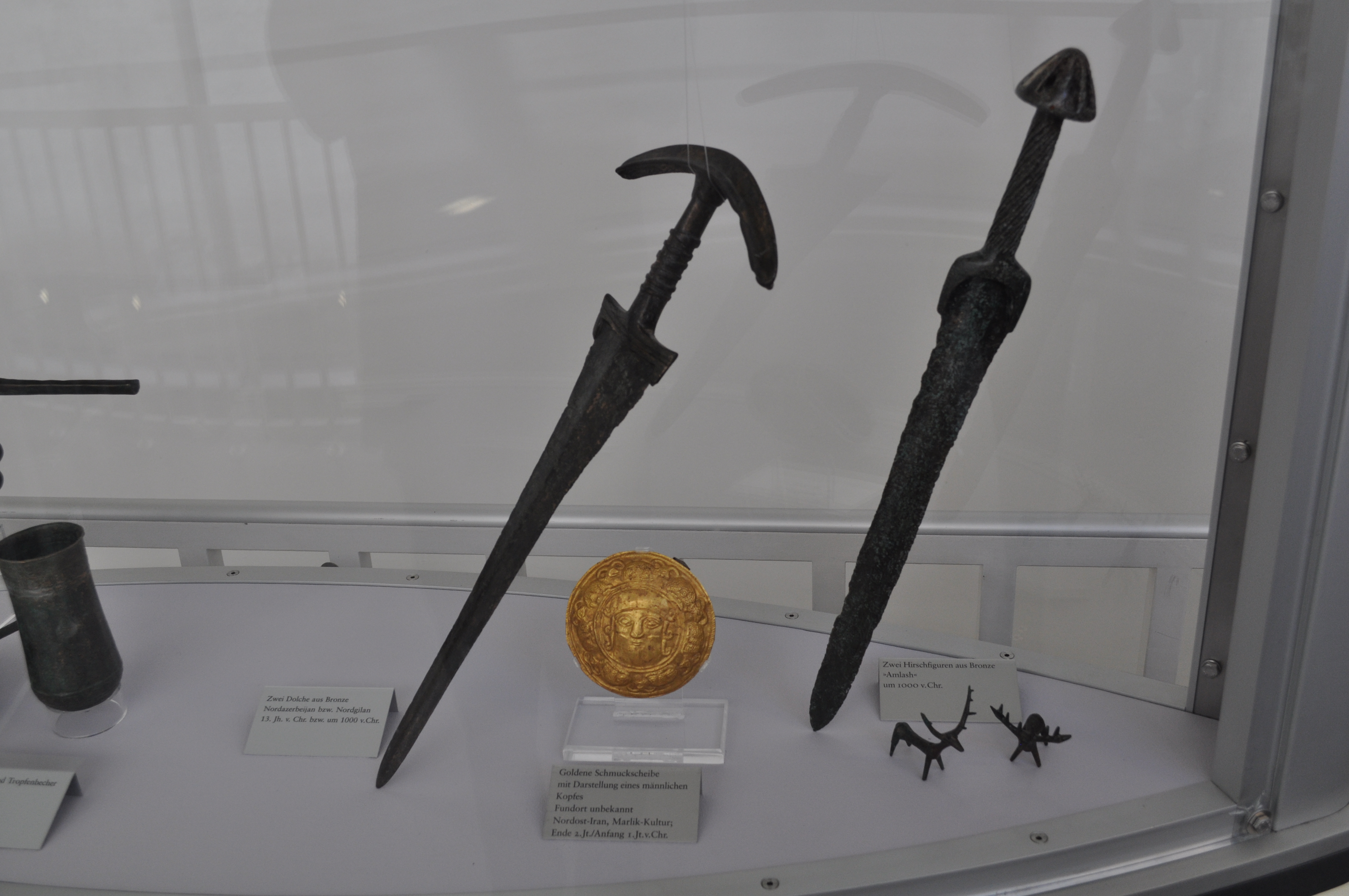
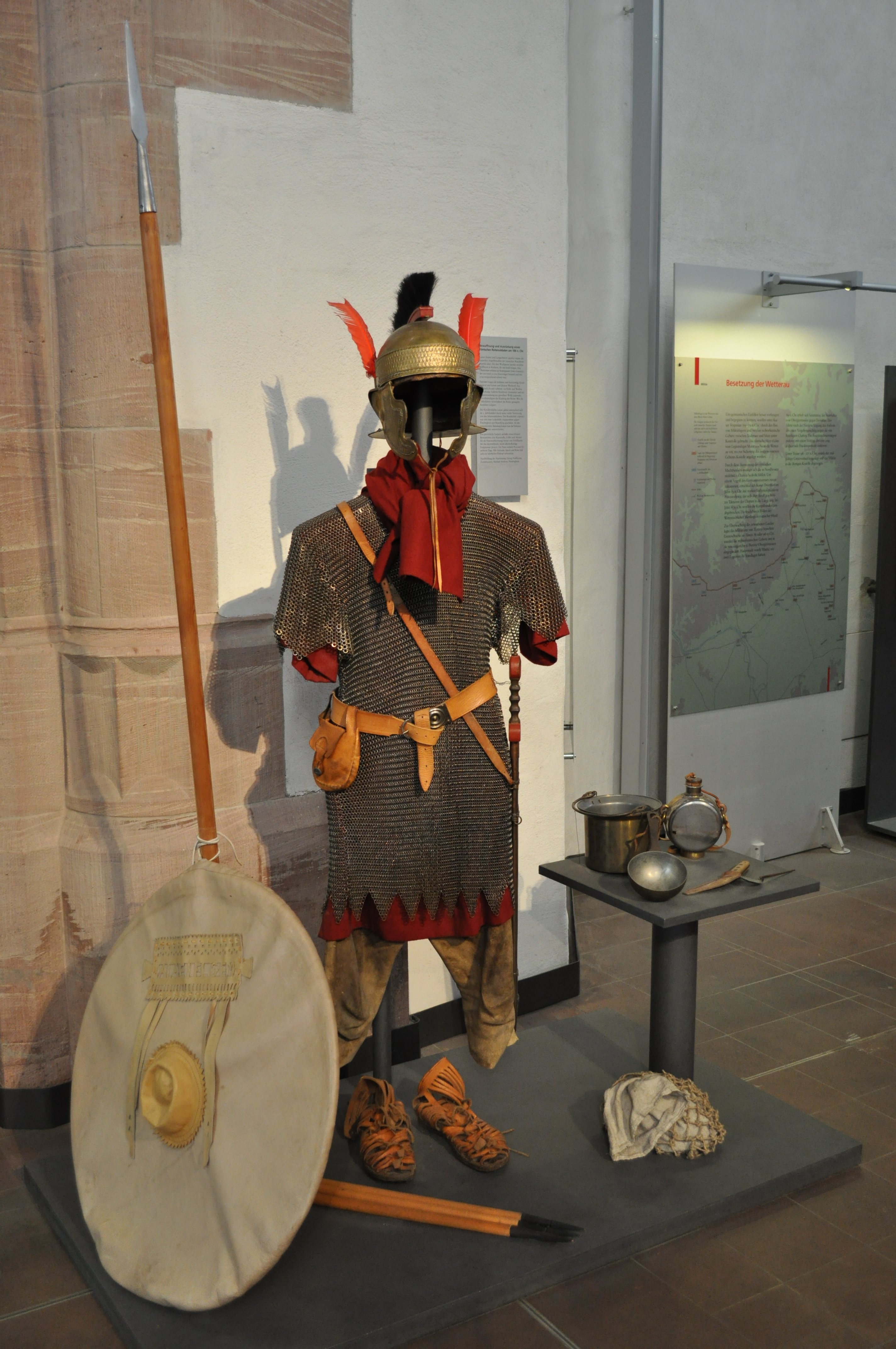